# Беззубків
Беззубків (Безубків, рос. Безубка, Безубков) — колишній хутір у Любарській волості Новоград-Волинського і Полонського повітів Волинської губернії та Юрівській сільській раді Любарського району Житомирської і Бердичівської округ.

## Населення
Станом на 1906 рік в хуторі нараховувалося 1 двір та 18 мешканців.
Кількість населення, станом на 1923 рік, становила 25 осіб, кількість дворів — 5.
Відповідно до перепису населення СРСР, на 17 грудня 1926 року чисельність населення становила 21 особу, з них: 9 чоловіків та 12 жінок; за національністю українці. Кількість господарств — 6.

## Історія
Час заснування невідомий. В 1906 році — хутір в складі Любарської волості (5-го стану) Новоград-Волинського повіту Волинської губернії. Відстань до повітового центру, міста Новоград-Волинський, становила 98 верст, до волосної управи, в містечку Любар — 4 версти. Найближче поштово-телеграфне відділення розташовувалось в Любарі.
В березні 1921 року, в складі волості, увійшов до новоствореного Полонського повіту Волинської губернії. У 1923 році хутір включено до складу новоствореної Юрівської сільської ради, котра, від 7 березня 1923 року, стала частиною новоутвореного Любарського району Житомирської округи. Розміщувався за 7 верст від районного центру, міст. Любар, та 5 верст від центру сільської ради, с. Юрівка. За даними 1926 року, до центру сільради — 3 версти, до районного центру — 5 верст, до окружного центру, м. Бердичів (від червня 1925 року) — 65 верст, до найближчої залізничної станції, Печанівка — 15 верст.
Знятий з обліку населених пунктів до 1 жовтня 1941 року.